# Manoir du Val au Houx
Le manoir du Val au Houx est une demeure, du début du XVe siècle, qui se dresse sur la commune française de Guégon dans le département du Morbihan, en région Bretagne.

## Localisation
Le manoir est situé au hameau du Val-au-Houx à flanc de coteau en surplomb du Sedon, un affluent en rive droite de l'Oust, à environ 2 km à vol d'oiseau est-sud-est du centre-bourg de Guégon et environ 2,6 km au nord-ouest du centre-bourg de Saint-Servant.

## Toponymie
Val au Houx serait une déformation de « Val au Houlle », Houlle étant la famille propriétaire de la demeure au XVe siècle,.

## Historique
Les éléments les plus anciens de l'ensemble manorial sont deux corps de logis du XVe siècle. Le troisième est daté de la fin du XVIe siècle.
La propriété appartient successivement aux familles Du Houlle (XVe siècle), Couédor, Simon, Barbelat, Cintré (fin du XVIIIe siècle) et Fouquet.
Le corps de logis, les dépendances, le four à pain et les murs de clôture sont inscrits au titre des monuments historiques par arrêté du 27 février 1996.

## Description
La manoir construit au début du XVe siècle, est composé de trois bâtiments, grossièrement disposés en triangle formant une cour fermée. Le bâtiment des logis (trois corps de logis accolés) sont disposés au sud, les dépendances au nord-est et au nord-ouest. Une belle porte à fronton, datée des années 1570, constitue l'entrée du corps de logis le plus récent. Il subsiste les traces d'une galerie de bois ou coursière qui courait le long de la façade du logis. La salle basse sous charpente a retrouvé son volume original après la suppression d'un plafond rajouté tardivement. Est également conservé un petit escalier en pierre menant à une chambre située à mi-niveau, pourvue d'une baie permettant une vus directe sur la salle.
Les dépendances comprenaient un four à pain, un pigeonnier et un puits.